# Dietrich Stobbe
Dietrich Stobbe (ur. 25 marca 1938 w Weepers w Prusach Wschodnich, zm. 19 lutego 2011 w Berlinie) – niemiecki polityk, przewodniczący Bundesratu.

## Działalność polityczna
Był politykiem Socjaldemokratycznej Partii Niemiec (SPD). W okresie od 2 maja 1977 do 23 stycznia 1981 był burmistrzem Berlina Zachodniego, a od 1 listopada 1978 do 31 października 1979 również przewodniczącym Bundesratu.